# Đảo Jong
Đảo Jong hay đảo rác  là đảo có hình nón nằm ngoài khơi bờ biển phía nam của Singapore khoảng 6 km, với diện tích 6.000 m².